# 阿道夫二世 (拿騷-威斯巴登-伊德施泰因)
阿道夫二世（德語：Adolf II.，1386年—1426年7月16日），拿騷-威斯巴登-伊德施泰因伯爵，瓦爾拉姆四世的獨子，1393年至1426年在位。

## 家庭
1418年，阿道夫二世與巴登藩侯伯恩哈德一世的女兒瑪格麗特結婚，兩人共有2子2女：
1. 約翰（1419年—1480年），拿騷-威斯巴登-伊德施泰因伯爵
2. 阿道夫（英语：Adolph II of Nassau）（1423年—1475年）
3. 安娜
4. 阿格尼絲